# Красная Деревня (Ярославская область)
Красная Деревня — деревня в Переславском районе Ярославской области.

## География
Находится в южной части Ярославской области на расстоянии приблизительно 2 км на север по прямой от районного центра города Переславль-Залесский.

## История
Деревня была отмечена еще на карте 1780 года (тогда сельцо Дементьево). В 1859 году здесь (деревня Переславского уезда Владимирской губернии) было учтено 2 двора, в 1940—19, в 1978 — 16. В 1927 году еще сохранялось старое название. До 2018 года входила в состав Пригородного сельского поселения.

## Население
Численность населения: 84 человека (1859 год), 262 (русские 89 %) в 2002 году, 252 в 2010.